# Lennoxamina
La Lennoxamina es un alcaloide isoindolobenzazepínico, originalmente aislado de la planta Berberis darwinii. Existen varios métodos de síntesis, entre ellos el de Fuchs y Funk

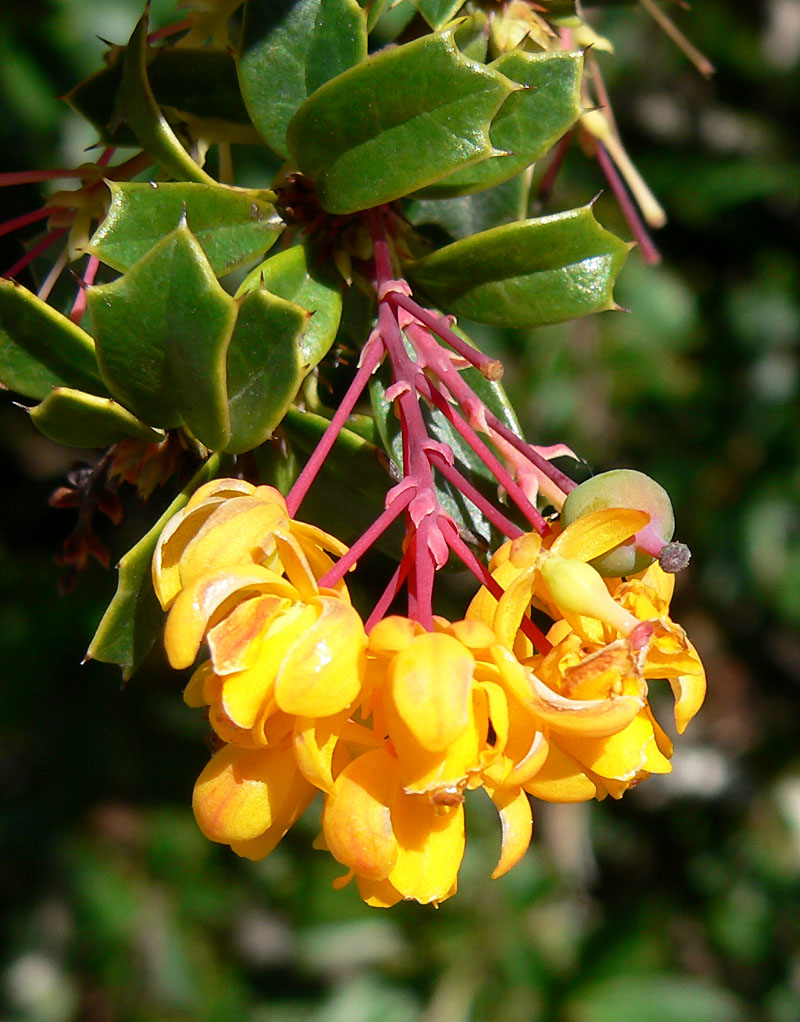
Berberis darwinii (Michay)